# Вызов (фильм, 2023)
«Вы́зов» — российский драматический фильм, срежиссированный Климом Шипенко. Первый в мире полнометражный художественный фильм, сцены для которого снимались в космосе профессиональными кинематографистами.
Премьера фильма состоялась 12 апреля 2023 года, а прокат в кинотеатрах начался 20 апреля 2023 года. Съёмки на орбите заняли 2 недели. Бюджет фильма составляет около 900 миллионов рублей, кассовые сборы — более 2 млрд рублей.
1 сентября 2023 года состоялся цифровой релиз картины на онлайн-платформах Start, Okko, Wink и Premier, а 1 января 2024 года — телепремьера на «Первом канале».

## Сюжет
Во время выхода в открытый космос космонавт Олег Богданов при экстренном манёвре уклонения Международной космической станции от потока обломков аварийного спутника получает тяжёлую травму грудной клетки. Сломаны несколько рёбер, правое лёгкое сильно деформировано, затруднено дыхание, развивается гнойное воспаление. Для консультации в Роскосмос приезжают торакальные хирурги — главный врач профильного московского центра Валентин Борисович Вершинин и его сотрудница Евгения Владимировна Беляева. Евгения одиннадцать лет назад потеряла мужа в автомобильной катастрофе, ей не хватает времени на воспитание дочери-подростка, подбившей глаз дочери районного прокурора, за что тот всерьёз угрожает открыть против девочки уголовное дело. Врачи на Земле приходят к выводу, что при возвращении на Землю пострадавший наверняка умрёт от болевого шока при перегрузке, а это значит — операцию нужно делать на борту МКС.
Операция в условиях невесомости — событие беспрецедентное само по себе. На орбиту не взять ни полноценную операционную бригаду, ни даже одного анестезиолога — ассистировать хирургу смогут только космонавты. Для проведения операции отбирают кандидатов-медиков. Срочно лететь на МКС вызвались семь добровольцев, ещё достаточно молодых, но уже опытных, высокопрофессиональных торакальных хирургов, специалистов по операциям на грудной клетке. С ними в Звёздный городок прибывает и Евгения Беляева, чьей первоначальной задачей были разработка плана операции, выбор, заказ и настройка необходимого оборудования и ассистирование коллегам-хирургам в ходе подготовки к её проведению на орбите. Проверяя идею фиксации хирурга во время операции в космосе с помощью лыжных ботинок, она вместе с кандидатами испытывает 25-секундные фрагменты невесомости в пикирующем Ил-76. Инструктор, пристально наблюдавший за поведением Евгении при имитации операции, советует руководителю полёта Константину Волину приглядеться к девушке: «Крепкая она»…
В ходе ускоренных тренировок неумолимая медкомиссия отсеивает шестерых кандидатов, остаётся только один — Владислав Николаев, однокурсник и коллега Евгении. Волин, оказывается, услышавший совет «Пригляделся бы ты к ней», казалось бы, в шутку предлагает Евгении «прокатиться» на центрифуге, и та успешно выдерживает шестикратные перегрузки. В итоге Николаев отказывается от полёта в пользу Беляевой, а Волин утверждает её кандидатуру. Боясь волновать свою мать с больным сердцем, которая постоянно забывает вовремя принять лекарство, Евгения обманывает её, говоря, что улетает в командировку в Иркутск. А руководство Роскосмоса, используя связи в Генеральной прокуратуре, вынуждает районного прокурора отказаться от уголовного преследования Маши Беляевой.
Евгения вместе с космонавтом Антоном Шкаплеровым прилетают на МКС, вскоре начинается операция. Два члена экипажа МКС, военный лётчик Шкаплеров и программист Пётр Кудрявцев на несколько часов переквалифицировались в исполнительных и аккуратных медбратьев. Но после проникновения в грудную полость выявляются серьёзные осложнения, в условиях невесомости, казалось бы, непреодолимые. В Центре управления полётом решают произвести экстренный спуск космонавта на Землю, но Евгения наотрез отказывается подвергать своего пациента такому колоссальному риску. Владислав, наблюдавший за операцией по трансляции с орбиты, предлагает коллегам неожиданный и неочевидный путь дальнейших действий. Евгения, последовав его совету, начинает смело и изобретательно импровизировать, а Волин, убедившись, что Вершинин понимает замысел своих сотрудников и полностью доверяет их решению, принимает ответственность на себя и разрешает ей продолжить операцию.
На следующий день Богданов приходит в себя, его состояние улучшается прямо на глазах. Космонавты на радостях «дарят» Евгении настоящий выход в открытый космос, после чего она и Богданов благополучно возвращаются на Землю. Евгения по возвращении наконец признаётся в любви очень давно любящему её Николаеву, который, к её радости, решается на ответное признание. А потрясённая Галина Васильевна узнаёт правду о командировке дочери из теленовостей.

## В ролях
| Актёр                | Роль                                                                                              |
| -------------------- | ------------------------------------------------------------------------------------------------- |
| Юлия Пересильд       | Евгения Владимировна Беляева торакальный хирург                                                   |
| Владимир Машков      | Константин Андреевич Волин руководитель полёта, Герой Советского Союза и Герой России             |
| Милош Бикович        | Владислав Николаевич Николаев хирург, однокашник и коллега Евгении, один из кандидатов для полёта |
| Александр Балуев     | генеральный директор «Роскосмоса»                                                                 |
| Андрей Щепочкин      | Валентин Борисович Вершинин главный хирург Торакального центра Боткинской больницы                |
| Олег Новицкий        | космонавт Олег Богданов                                                                           |
| Антон Шкаплеров      | космонавт Антон Шкаплеров                                                                         |
| Пётр Дубров          | космонавт Пётр Кудрявцев                                                                          |
| Алексей Гришин       | Геннадий Симонов заместитель руководителя полёта                                                  |
| Елена Валюшкина      | Галина Васильевна мать Евгении                                                                    |
| Максим Стоянов       | Роман байкер, хирург, один из кандидатов для полёта                                               |
| Беник Аракелян       | Рафик хирург из Краснодара, сокурсник Беляевой и Николаева, один из кандидатов для полёта         |
| Артур Бесчастный     | Вася хирург Торакального центра, один из кандидатов для полёта                                    |
| Андрей Кузичев       | Валера                                                                                            |
| Варвара Володина     | Маша дочь Евгении (в 16 лет)                                                                      |
| Марта Евстигнеева    | Маша дочь Евгении (в 5 лет)                                                                       |
| Михаил Тройник       | Сергей муж Евгении                                                                                |
| Софья Ская           | Таня анестезиолог Торакального центра, постоянно работающий в бригаде с Евгенией и Владиславом    |
| Александр Самойленко | Семёнов районный прокурор                                                                         |
| Игорь Гордин         | Дмитрий Юрьевич врач ЦУПа                                                                         |

## Создание
В сентябре 2020 года Роскосмос, Первый канал и киностудия Yellow, Black and White анонсировали драму «Вызов», которую будут снимать впервые в космосе. Режиссёром стал Клим Шипенко. Первый канал запустил кастинг на главную роль, участницы должны записать кинопробу с письмом Татьяны из «Евгения Онегина». На главную роль было подано порядка трёх тысяч заявок, количество которых сократили до 20—30. В кастинге участвовали актрисы Алёна Мордовина и Галина Каирова, а также голливудская и российская актриса Софья Ская, в итоге снявшаяся в фильме, но в другой роли. Продюсеры и генеральный директор фильма Константин Эрнст также предлагали пройти кастинг Полине Гагариной. В итоге выбор пал на актрису Юлию Пересильд, которая как раз закончила съёмки в сериале «Угрюм-река».
«Мы отобрали 20 кандидаток, и Юля в этот список не попадала, поскольку снималась в другом проекте. И в итоге после всех тестов медкомиссии все эти актрисы отбор не прошли. Не потому что хворые, а потому что не годны для полётов»
 — заявил Константин Эрнст.

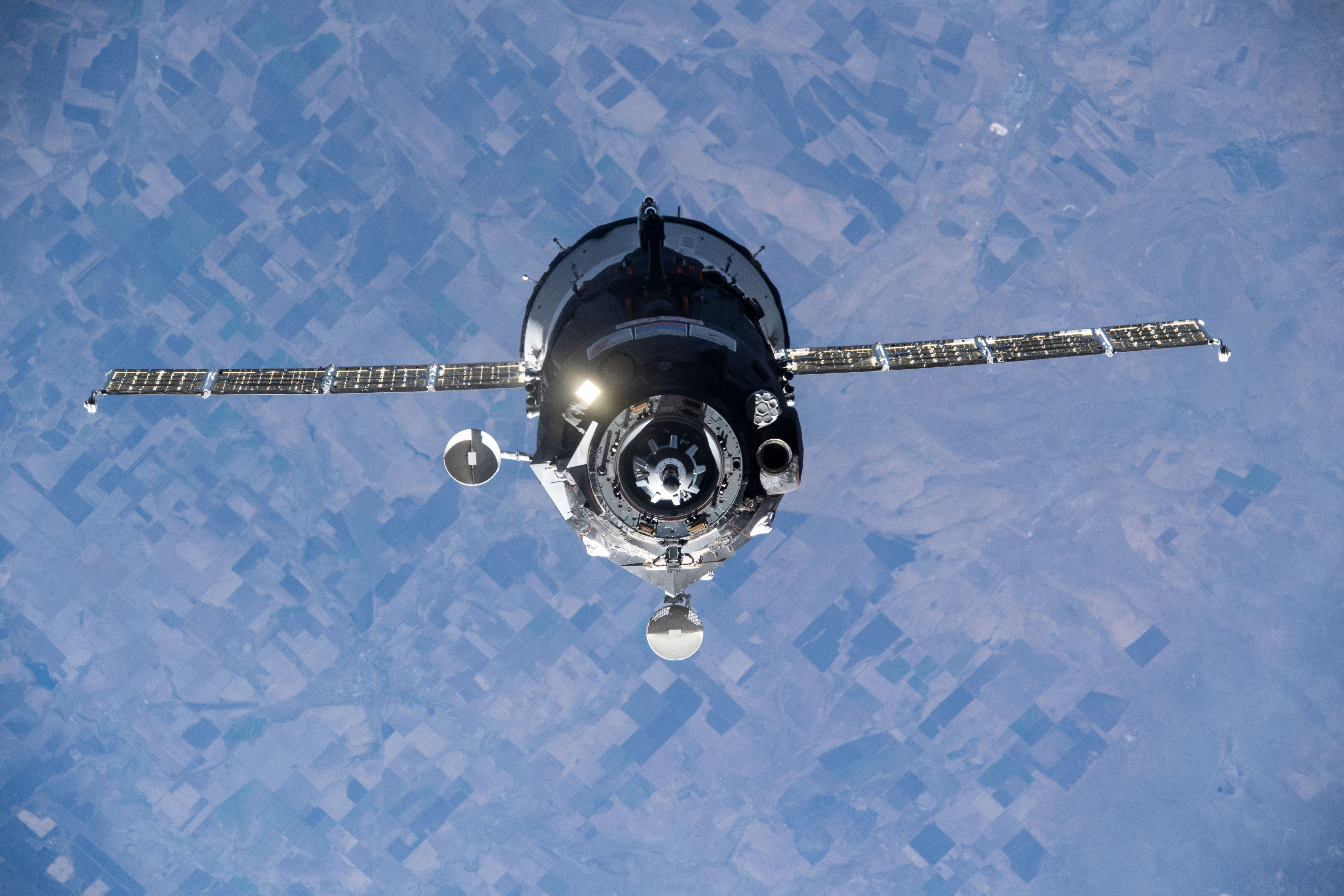
Корабль СОЮЗ-МС 19, на борту которого Антон Шкаплеров, Юлия Пересильд и режиссёр Клим Шипенко прибывают на МКС

Для подготовки к съёмкам Клим Шипенко интенсивно тренировался, сбросив 15 килограммов веса. В полёте он выполнял функции оператора, гримёра и художника-постановщика. Командиром корабля стал опытный лётчик-космонавт Антон Шкаплеров, уже трижды работавший в космосе, а Шипенко и Пересильд получили статус участников космического полёта. Дублирующий экипаж — космонавт Олег Артемьев, оператор Алексей Дудин и актриса Алёна Мордовина.
Развитие проекта освещалось в рамках программы «Вечерний Ургант», участники которой переехали на космодром за неделю до запуска. С 12 сентября 2021 года на Первом канале выходил реалити-проект «Вызов. Первые в космосе» — об особенностях отбора и подготовки участников проекта. Съёмки стартовали 5 октября 2021 года в 11:55 по московскому времени в момент старта с космодрома Байконур к МКС корабля «Союз МС-19» с режиссёром и актрисой на борту. Пересильд и Шипенко провели на МКС 12 суток. Было отснято около 30 часов материала с участием не только Юлии Пересильд, но и космонавтов Олега Новицкого, Антона Шкаплерова и Петра Дуброва, ставших полноценными исполнителями ролей. Материал, отснятый в космосе, составил примерно 35 минут итогового хронометража фильма.
По словам Константина Эрнста, мотивация создателей фильма — подтвердить лидерство России в космической сфере и вернуть престиж профессии космонавта в глазах молодого поколения.
19 октября 2021 года Клим Шипенко заявил, что теперь готов снять фильм на Луне или Марсе.

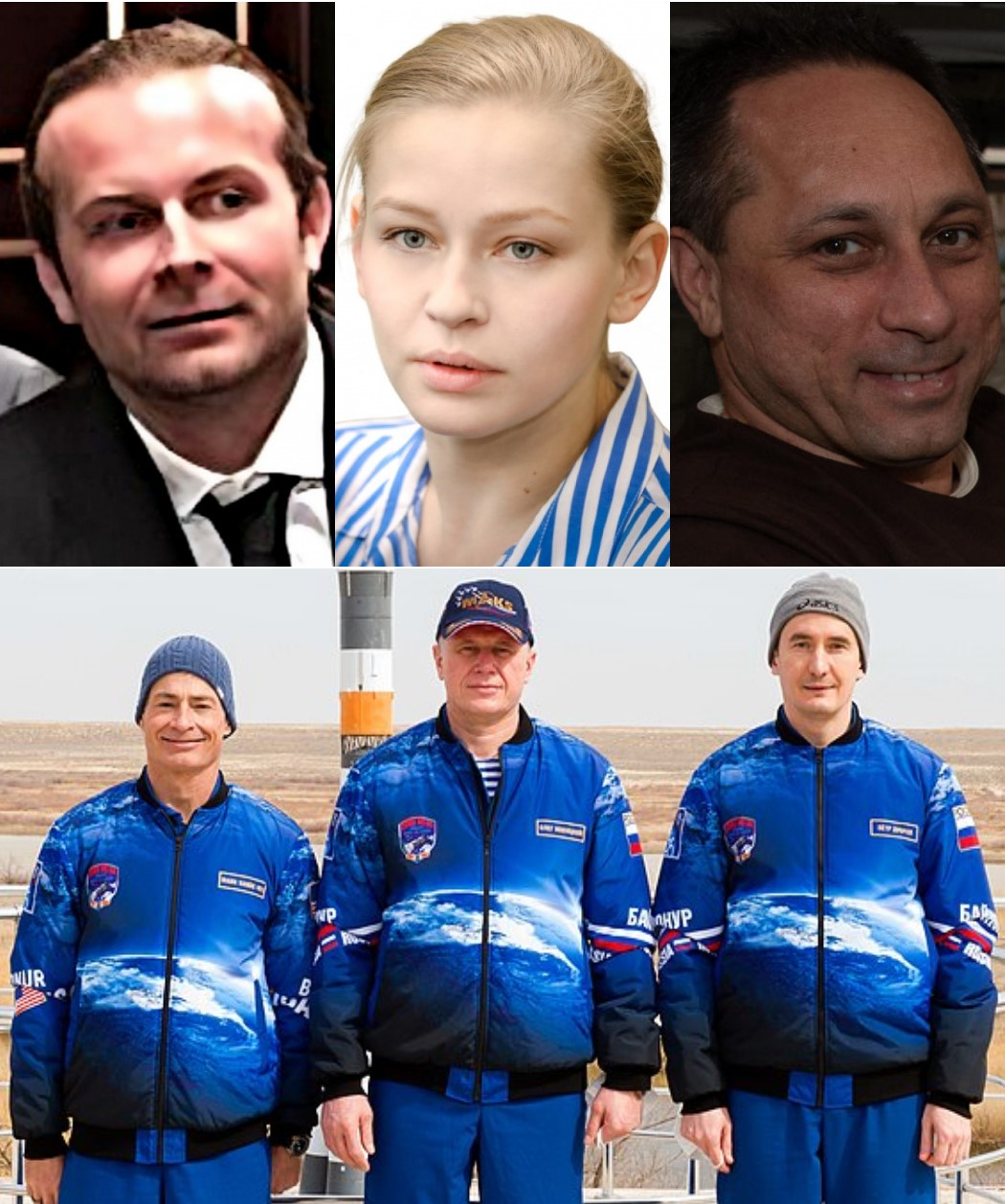
Съёмочная группа отправлена на МКС для съёмок фильма «Вызов»

В июне 2022 года группа приступила к наземному блоку съёмок, которые должны были пройти на территории Центра подготовки космонавтов имени Ю. А. Гагарина, санатория «Вороново», а также в павильоне со специально построенной копией Центра управления полётами Госкорпорации «Роскосмос».

## Премьера и маркетинг
Фильм был выпущен в России, Черногории, Словении, Боснии и Герцеговине, Хорватии, Македонии, ОАЭ и Сербии 20 апреля 2023 года, в некоторых странах фильм вышел 27 апреля, например, Бахрейне, Египте, Иордании, Ираке, Иране, Катаре, Кувейте, Ливане, Омане, Палестине, Саудовской Аравии, Сирии, Судане.
Рекламный бюджет фильма составил 91 миллион рублей по оценке Mediaplus Group Russia. «Вызов» продвигался в основном на «Первом канале», также государственный портал «Госуслуги» рассылал письма с рекламой фильма.
17 октября 2021 года футбольная команда «Крылья Советов» в поддержку фильма вышла на матч с «Нижним Новгородом» в «космических» футболках со специальным стилизованным шевроном.
Для минимизации конкуренции с другими лентами, во время проката картины из расписания кинотеатров временно убрали зарубежные фильмы, такие как «Братья Супер Марио в кино» и «Подземелья и драконы: Честь среди воров».
В фильме присутствует много элементов продакт-плейсмента. На экране несколько раз появляются заставки мобильного приложения банка «Тинькофф», автомобили Toyota Camry, упоминается «Мегафон», звучит фамилия генерального директора «Первого канала» и генерального продюсера фильма Константина Эрнста.

## Отзывы и оценки
Фильм получил сдержанно-нейтральные оценки в российской прессе. Многие рецензенты отмечали отличную операторскую работу, постановку сцен в космосе и в целом визуальную сторону «Вызова», но некоторые скептически отнеслись к продакт-плейсменту и идеологии фильма. Некоторые отмечали сами съёмки в космосе как достижение, другие критиковали саму идею как дорогостоящий пиар-ход. Актёрскую игру Юлии Пересильд положительно оценили большинство критиков, даже в отрицательных отзывах. Сценарий получил противоречивые оценки. Положительно фильм оценили издания «Независимая газета», «КиноРепортёр», Lenta.ru, «Киномания», более скептические обзоры опубликовали «Фильм.ру», «Вокруг ТВ», «Коммерсантъ», «Фонтанка», «Канобу» и «Ваши Новости». Резко отрицательный обзор опубликовала «Афиша». Также отрицательные рецензии изначально опубликовали Maxim и «Кино ТВ», но вскоре эти издания удалили эти тексты со своих сайтов. Негативно о ленте в своем обзоре высказался блогер-кинокритик Евгений Баженов, он обвинил фильм в нелогичности сюжета, плагиате, неуместной рекламе, и заподозрил, что кульминационная сцена операции в космосе была в итоге переснята на Земле. На обзор Баженова отреагировал сам Шипенко, отметив, что спокойно относится к критике, и что критиковать — «дело простое».
По итогам 2023 года издания Lenta.ru и «Собака.ru» включили «Вызов» в свои списки лучших фильмов года. Фильм победил в опросе сайта «Кино-театр.ру» на лучший отечественный фильм года, а в аналогичном опросе ВЦИОМ занял второе место, уступив «Чебурашке». При этом «Первое студенческое агентство» и портал «Ватникстан» включили фильм в свои списки «разочарований года». Журнал «Мир фантастики» в итогах года упомянул фильм вне конкурса, отметив, что «по художественным достоинствам „Вызов“ не тянет в топ фильмов 2023-го», но его запомнят как техническое достижение.

## Награды и номинации
- Государственная премия Российской Федерации в области литературы и искусства 2022 года: Константин Эрнст, Клим Шипенко и Юлия Пересильд[50].
- «Событие года» (премия журнала «КиноРепортёр»): победа в номинациях «Проект года» и «Актриса года» (Юлия Пересильд)[51].
- «Золотой орёл»: почётная премия Юлии Пересильд как первой актрисе-космонавту, вне номинаций[52]. Номинации: Лучший игровой фильм, лучшая женская роль, монтаж, работа звукорежиссера, визуальные эффекты[53].
- «Ника»: лучшая женская роль — Юлия Пересильд (премия разделена с Юлией Снигирь за фильм «За нас с вами»)[54].
- «Золотой Витязь»: лучшая женская роль — Юлия Пересильд[55].
- Гран-При на XXI Международном благотворительном кинофестивале «Лучезарный ангел» в главной номинации «Лучшее полнометражное игровое кино»[56].

## Критика
Фильм, который, по словам бывшего главы «Роскосмоса» Дмитрия Рогозина, представляет собой «эксперимент с целью выяснить, сможет ли Роскосмос подготовить двух обычных людей к полёту примерно за 3—4 месяца», вызвал недовольство научного и аэрокосмического сообщества по поводу того, что они снимают подготовленных космонавтов с их полётов (в частности, Юлия Пересильд и Клим Шипенко полетели на МКС вместо готовившихся длительное время реальных космонавтов Андрея Бабкина и Дмитрия Петелина), а также удерживают дольше положенного рабочего времени на МКС других космонавтов, нецелевое использование государственных денег, или даже то, что использование ресурсов станции в ненаучных целях было бы незаконным. Сергей Крикалёв, директор пилотируемых программ «Роскосмоса», потерял свою должность, выступив против проекта, но был восстановлен в должности через несколько дней после протестов космонавтов, находящихся на действительной службе и вне её.

## Комментарии
1. ↑  Ранее съёмки в космосе использовались для фильмов «Возвращение с орбиты», «Апогей страха», «Ёлки 5» и документальных фильмов, но в этих случаях съёмки проводили сами космонавты.